# 삼정승
삼정승(三政丞)은 의정부의 영의정, 좌의정, 우의정을 지칭하는 말로 조선시대에 쓰였으며, 의정부의 정승들을 지칭하는 말이다. 또한 삼정승은 조선시대 내각의 우두머리를 지칭하기도 한다. 보통 삼정승에는 왕의 신임을 받거나 권세가 있는 명문가 출신들이 임명되었는데, 삼정승에 임명되기 이전에는 육조의 판서나 우참찬, 좌참찬, 우찬성, 좌찬성이나 대제학이나 대사헌, 대사간, 대사성, 도승지나 육조의 참판, 승정원의 좌승지, 우승지, 좌부승지, 우부승지, 동부승지, 육조의 참의 등의 직책을 거치는 것이 관례였다.

## 삼정승의 업무
삼정승 중에 영의정은 조정의 국정을 총괄하는 자리이고, 좌의정은 조정의 다수파를 대표하는 자리이며, 우의정은 병조, 군부의 병권과 형조의 사법권과 삼사의 대간, 옥당 등을 감독하는 자리이다.

## 역대 삼정승

### 태조
- 영의정 남을번, 좌시중 배극렴, 우시중 조준
- 영의정 배극렴, 좌시중 조준, 우시중 김사형
- 영의정 정도전, 좌시중 조준, 우시중 김사형
- 영의정 정도전, 좌정승 조준, 우정승 김사형

### 정종
- 영의정 이서, 좌정승 조준, 우정승 김사형
- 영의정 이서, 좌정승 심덕부, 우정승 성석린
- 영의정 이서, 좌정승 성석린, 우정승 민제
- 영의정 이서, 좌정승 민제, 우정승 하륜
- 영의정 이서, 좌정승 이거이, 우정승 하륜

### 태종
- 영의정 이서, 좌정승 이거이, 우정승 하륜
- 영의정 이거이, 좌정승 김사형, 우정승 이서
- 영의정 이서, 좌정승 김사형, 우정승 이무
- 영의정 이거이, 좌정승 김사형, 우정승 이무
- 영의정 이거이, 좌정승 하륜, 우정승 이무
- 영의정 성석린, 좌정승 하륜, 우정승 이무
- 영의정 조준, 좌정승 하륜, 우정승 성석린
- 영의정 권중화, 좌정승 조준, 우정승 이서
- 영의정 조준, 좌정승 하륜, 우정승 조영무
- 영의정 성석린, 좌정승 하륜, 우정승 조영무
- 영의정 이화, 좌정승 성석린, 우정승 이무
- 영의정 하륜, 좌정승 성석린, 우정승 이무
- 영의정 이거이, 좌정승 성석린, 우정승 이서
- 영의정 이서, 좌정승 성석린, 우정승 조영무
- 영의정 하륜, 좌정승 성석린, 우정승 조영무
- 영의정 성석린, 좌정승 하륜, 우정승 조영무
- 영의정 성석린, 좌정승 하륜, 우정승 남재
- 영의정 하륜, 좌판의정부사 남재, 우판의정부사 이직
- 영의정 하륜, 좌의정 남재, 우의정 이직
- 영의정 성석린, 좌의정 하륜, 우의정 유양
- 영의정 성석린, 좌의정 하륜, 우의정 남재
- 영의정 남재, 좌의정 류정현, 우의정 박은
- 영의정 류정현, 좌의정 박은, 우의정 한상경
- 영의정 한상경, 좌의정 박은, 우의정 이원

### 세종
- 1418년 9월 3일 - 영의정 심온, 좌의정 박은, 우의정 이원
- 1418년 12월 7일 - 영의정 류정현, 좌의정 박은, 우의정 이원
- 1421년 12월 7일 - 영의정 류정현, 좌의정 이원, 우의정 정탁
- 1424년 6월 20일 - 영의정 류정현, 좌의정 이원, 우의정 류관
- 1424년 9월 7일 - 영의정 이직, 좌의정 이원, 우의정 류관
- 1426년 1월 15일 - 영의정 이직, 좌의정 이원, 우의정 조연
- 1426년 3월 17일 - 영의정 이직, 좌의정 류정현, 우의정 조연
- 1426년 5월 13일 - 영의정 구종길, 좌의정 이직, 우의정 황희
- 1427년 1월 15일 - 영의정 구종길, 좌의정 황희, 우의정 맹사성
- 1431년 9월 3일 - 영의정 황희, 좌의정 맹사성, 우의정 권진
- 영의정 황희, 좌의정 맹사성, 우의정 최윤덕
- 영의정 황희, 좌의정 최윤덕, 우의정 노한
- 영의정 황희, 좌의정 (공석), 우의정 노한
- 영의정 황희, 좌의정 (공석), 우의정 허조
- 영의정 황희, 좌의정 허조, 우의정 신개
- 영의정 황희, 좌의정 (공석), 우의정 신개
- 영의정 황희, 좌의정 신개, 우의정 하연
- 영의정 황희, 좌의정 하연, 우의정 황보인
- 영의정 하연, 좌의정 황보인, 우의정 남지

### 문종
- 영의정 하연, 좌의정 황보인, 우의정 남지
- 영의정 황보인, 좌의정 남지, 우의정 김종서

### 단종
- 영의정 황보인, 좌의정 남지, 우의정 김종서
- 영의정 황보인, 좌의정 김종서, 우의정 정분
- 영의정 이유, 좌의정 정인지, 우의정 한확

### 세조
- 영의정 정인지, 좌의정 한확, 우의정 이사철
- 영의정 정인지, 좌의정 이사철, 우의정 정창손
- 영의정 정인지, 좌의정 정창손, 우의정 강맹경
- 영의정 정창손, 좌의정 강맹경, 우의정 신숙주
- 영의정 강맹경, 좌의정 신숙주, 우의정 권람
- 영의정 강맹경, 좌의정 신숙주, 우의정 이인손
- 영의정 강맹경, 좌의정 신숙주, 우의정 권람
- 영의정 정창손, 좌의정 신숙주, 우의정 권람
- 영의정 신숙주, 좌의정 권람, 우의정 한명회
- 영의정 신숙주, 좌의정 한명회, 우의정 구치관
- 영의정 신숙주, 좌의정 구치관, 우의정 황수신
- 영의정 구치관, 좌의정 황수신, 우의정 박원형
- 영의정 한명회, 좌의정 심회, 우의정 황수신
- 영의정 황수신, 좌의정 심회, 우의정 최항
- 영의정 심회, 좌의정 최항, 우의정 홍윤성
- 영의정 최항, 좌의정 조석문, 우의정 강순
- 영의정 조석문, 좌의정 홍달손, 우의정 강순
- 영의정 이준, 좌의정 박원형, 우의정 김질

### 예종
- 영의정 이준, 좌의정 박원형, 우의정 김질
- 영의정 박원형, 좌의정 김질, 우의정 윤사분
- 영의정 한명회, 좌의정 홍윤성, 우의정 윤자운
- 영의정 홍윤성, 좌의정 윤자운, 우의정 김국광

### 성종
- 영의정 홍윤성, 좌의정 윤자운, 우의정 김국광
- 영의정 윤자운, 좌의정 김국광, 우의정 한백륜
- 영의정 신숙주, 좌의정 최항, 우의정 성봉조
- 영의정 신숙주, 좌의정 한명회, 우의정 김질
- 영의정 신숙주, 좌의정 한명회, 우의정 윤사흔
- 영의정 정창손, 좌의정 한명회, 우의정 윤사흔
- 영의정 정창손, 좌의정 조석문, 우의정 윤사흔
- 영의정 정창손, 좌의정 조석문, 우의정 윤자운
- 영의정 정창손, 좌의정 심회, 우의정 윤자운
- 영의정 정창손, 좌의정 심회, 우의정 김국광
- 영의정 정창손, 좌의정 심회, 우의정 윤필상
- 영의정 정창손, 좌의정 윤필상, 우의정 홍응
- 영의정 윤필상, 좌의정 홍응, 우의정 이극배
- 영의정 윤필상, 좌의정 홍응, 우의정 노사신
- 영의정 윤필상, 좌의정 노사신, 우의정 허종
- 영의정 윤필상, 좌의정 노사신, 우의정 윤호
- 영의정 이극배, 좌의정 노사신, 우의정 신승선

### 연산군
- 영의정 이극배, 좌의정 노사신, 우의정 신승선
- 영의정 노사신, 좌의정 신승선, 우의정 정괄
- 영의정 신승선, 좌의정 정괄, 우의정 어세겸
- 영의정 신승선, 좌의정 어세겸, 우의정 정문형
- 영의정 신승선, 좌의정 어세겸, 우의정 한치형
- 영의정 신승선, 좌의정 한치형, 우의정 성준
- 영의정 한치형, 좌의정 성준, 우의정 이극균
- 영의정 성준, 좌의정 이극균, 우의정 류순
- 영의정 성준, 좌의정 류순, 우의정 허침
- 영의정 류순, 좌의정 허침, 우의정 박숭질
- 영의정 류순, 좌의정 박숭질, 우의정 강귀손
- 영의정 류순, 좌의정 박숭질, 우의정 신수근
- 영의정 류순, 좌의정 신수근, 우의정 김수동

### 중종
- 영의정 류순, 좌의정 김수동, 우의정 박원종
- 영의정 류순, 좌의정 박원종, 우의정 류순정
- 영의정 박원종, 좌의정 류순정, 우의정 성희안
- 영의정 김수동, 좌의정 류순정, 우의정 성희안
- 영의정 류순정, 좌의정 성희안, 우의정 송질
- 영의정 성희안, 좌의정 송질, 우의정 정광필
- 영의정 송질, 좌의정 정광필, 우의정 김응기
- 영의정 류순, 좌의정 정광필, 우의정 김응기
- 영의정 정광필, 좌의정 김응기, 우의정 신용개
- 영의정 정광필, 좌의정 신용개, 우의정 안당
- 영의정 정광필, 좌의정 안당, 우의정 (공석)
- 영의정 정광필, 좌의정 안당, 우의정 김전
- 영의정 김전, 좌의정 남곤, 우의정 이유청
- 영의정 남곤, 좌의정 이유청, 우의정 권균
- 영의정 남곤, 좌의정 이유청, 우의정 이항
- 영의정 남곤, 좌의정 이유청, 우의정 심정
- 영의정 남곤, 좌의정 정광필, 우의정 심정
- 영의정 정광필, 좌의정 심정, 우의정 이행
- 영의정 정광필, 좌의정 이행, 우의정 장순손
- 영의정 정광필, 좌의정 장순손, 우의정 한효원
- 영의정 장순손, 좌의정 한효원, 우의정 김근사
- 영의정 한효원, 좌의정 김근사, 우의정 김안로
- 영의정 김근사, 좌의정 김안로, 우의정 윤은보
- 영의정 김근사, 좌의정 윤은보, 우의정 류부
- 영의정 윤은보, 좌의정 류부, 우의정 홍언필
- 영의정 윤은보, 좌의정 홍언필, 우의정 김극성
- 영의정 윤은보, 좌의정 홍언필, 우의정 윤인경

### 인종
- 영의정 홍언필, 좌의정 윤인경, 우의정 이기
- 영의정 홍언필, 좌의정 윤인경, 우의정 류관
- 영의정 윤인경, 좌의정 류관, 우의정 성세창

### 명종
- 영의정 윤인경, 좌의정 류관, 우의정 성세창
- 영의정 윤인경, 좌의정 성세창, 우의정 이기
- 영의정 윤인경, 좌의정 이기, 우의정 정순붕
- 영의정 윤인경, 좌의정 홍언필, 우의정 황헌
- 영의정 홍언필, 좌의정 윤인경, 우의정 황헌
- 영의정 홍언필, 좌의정 황헌, 우의정 심연원
- 영의정 이기, 좌의정 황헌, 우의정 심연원
- 영의정 이기, 좌의정 심연원, 우의정 상진
- 영의정 심연원, 좌의정 상진, 우의정 윤원형
- 영의정 심연원, 좌의정 상진, 우의정 윤개
- 영의정 상진, 좌의정 윤개, 우의정 윤원형
- 영의정 상진, 좌의정 (공석), 우의정 안현
- 영의정 상진, 좌의정 안현, 우의정 이준경
- 영의정 상진, 좌의정 이준경, 우의정 심통원
- 영의정 윤원형, 좌의정 이준경, 우의정 심통원
- 영의정 윤원형, 좌의정 심통원, 우의정 이명
- 영의정 이준경, 좌의정 심통원, 우의정 이명
- 영의정 이준경, 좌의정 이명, 우의정 권철

### 선조
- 영의정 이준경, 좌의정 이명, 우의정 권철
- 영의정 이준경, 좌의정 권철, 우의정 민기
- 영의정 이준경, 좌의정 권철, 우의정 홍섬
- 영의정 권철, 좌의정 홍섬, 우의정 박순
- 영의정 권철, 좌의정 박순, 우의정 이탁
- 영의정 이탁, 좌의정 박순, 우의정 노수신
- 영의정 홍섬, 좌의정 이탁, 우의정 노수신
- 영의정 홍섬, 좌의정 박순, 우의정 노수신
- 영의정 권철, 좌의정 박순, 우의정 노수신
- 영의정 홍섬, 좌의정 박순, 우의정 노수신
- 영의정 권철, 좌의정 박순, 우의정 노수신
- 영의정 권철, 좌의정 홍섬, 우의정 노수신
- 영의정 홍섬, 좌의정 노수신, 우의정 강사상
- 영의정 박순, 좌의정 노수신, 우의정 강사상
- 영의정 박순, 좌의정 노수신, 우의정 정지연
- 영의정 박순, 좌의정 김귀영, 우의정 정지연
- 영의정 박순, 좌의정 김귀영, 우의정 정지연
- 영의정 박순, 좌의정 정유길, 우의정 정지연
- 영의정 박순, 좌의정 노수신, 우의정 정유길
- 영의정 노수신, 좌의정 정유길, 우의정 류전
- 영의정 노수신, 좌의정 류전, 우의정 이산해
- 영의정 류전, 좌의정 이산해, 우의정 정언신
- 영의정 류전, 좌의정 이산해, 우의정 정철
- 영의정 (공석), 좌의정 이산해, 우의정 정철
- 영의정 이산해, 좌의정 정철, 우의정 심수경
- 영의정 이산해, 좌의정 정철, 우의정 류성룡
- 영의정 이산해, 좌의정 류성룡, 우의정 이양원
- 영의정 류성룡, 좌의정 이양원, 우의정 최흥원
- 영의정 류성룡, 좌의정 최흥원, 우의정 윤두수
- 영의정 이양원, 좌의정 최흥원, 우의정 윤두수
- 영의정 최흥원, 좌의정 윤두수, 우의정 유홍
- 영의정 류성룡, 좌의정 윤두수, 우의정 유홍
- 영의정 류성룡, 좌의정 유홍, 우의정 김응남
- 영의정 류성룡, 좌의정 김응남, 우의정 정탁
- 영의정 류성룡, 좌의정 윤두수, 우의정 이원익
- 영의정 류성룡, 좌의정 이원익, 우의정 이덕형
- 영의정 이원익, 좌의정 이덕형, 우의정 이항복
- 영의정 이원익, 좌의정 심수경, 우의정 이항복
- 영의정 이원익, 좌의정 이덕형, 우의정 이항복
- 영의정 윤두수, 좌의정 이덕형, 우의정 이항복
- 영의정 윤두수, 좌의정 이항복, 우의정 이헌국
- 영의정 이원익, 좌의정 이헌국, 우의정 김명원
- 영의정 이원익, 좌의정 이항복, 우의정 김명원
- 영의정 이산해, 좌의정 이항복, 우의정 김명원
- 영의정 이산해, 좌의정 정탁, 우의정 이항복
- 영의정 이산해, 좌의정 이원익, 우의정 이항복
- 영의정 이산해, 좌의정 이항복, 우의정 김명원
- 영의정 이항복, 좌의정 이헌국, 우의정 김명원
- 영의정 이항복, 좌의정 김명원, 우의정 윤승훈
- 영의정 이덕형, 좌의정 김명원, 우의정 윤승훈
- 영의정 이덕형, 좌의정 윤승훈, 우의정 류영경
- 영의정 이항복, 좌의정 윤승훈, 우의정 류영경
- 영의정 윤승훈, 좌의정 류영경, 우의정 기자헌
- 영의정 류영경, 좌의정 기자헌, 우의정 심희수
- 영의정 류영경, 좌의정 심희수, 우의정 허욱
- 영의정 류영경, 좌의정 허욱, 우의정 한응인

### 광해군
- 영의정 류영경, 좌의정 허욱, 우의정 한응인
- 영의정 이원익, 좌의정 허욱, 우의정 한응인
- 영의정 이원익, 좌의정 기자헌, 우의정 심희수
- 영의정 이원익, 좌의정 이항복, 우의정 심희수
- 영의정 이덕형, 좌의정 이항복, 우의정 심희수
- 영의정 이원익, 좌의정 이덕형, 우의정 이항복
- 영의정 이덕형, 좌의정 이항복, 우의정 정인홍
- 영의정 기자헌, 좌의정 정인홍, 우의정 정창연
- 영의정 기자헌, 좌의정 정인홍, 우의정 한효순
- 영의정 정인홍, 좌의정 정창연, 우의정 한효순
- 영의정 정인홍, 좌의정 한효순, 우의정 민몽룡
- 영의정 정인홍, 좌의정 민몽룡, 우의정 박승종
- 영의정 정인홍, 좌의정 박승종, 우의정 박홍구
- 영의정 박승종, 좌의정 박홍구, 우의정 조정

### 인조
- 영의정 이원익, 좌의정 정창연, 우의정 윤방
- 영의정 이원익, 좌의정 윤방, 우의정 신흠
- 영의정 윤방, 좌의정 신흠, 우의정 오윤겸
- 영의정 신흠, 좌의정 오윤겸, 우의정 김류
- 영의정 오윤겸, 좌의정 김류, 우의정 이정구
- 영의정 윤방, 좌의정 이정구, 우의정 김상용
- 영의정 윤방, 좌의정 김류, 우의정 김상용
- 영의정 윤방, 좌의정 오윤겸, 우의정 김류
- 영의정 윤방, 좌의정 오윤겸, 우의정 김상용
- 영의정 윤방, 좌의정 오윤겸, 우의정 홍서봉
- 영의정 윤방, 좌의정 홍서봉, 우의정 이홍주
- 영의정 김류, 좌의정 홍서봉, 우의정 이홍주
- 영의정 김류, 좌의정 홍서봉, 우의정 이성구
- 영의정 김류, 좌의정 이성구, 우의정 최명길
- 영의정 김류, 좌의정 최명길, 우의정 장유
- 영의정 이홍주, 좌의정 최명길, 우의정 장유
- 영의정 이홍주, 좌의정 최명길, 우의정 신경진
- 영의정 최명길, 좌의정 신경진, 우의정 심열
- 영의정 홍서봉, 좌의정 신경진, 우의정 심열
- 영의정 홍서봉, 좌의정 신경진, 우의정 강석기
- 영의정 이성구, 좌의정 신경진, 우의정 강석기
- 영의정 최명길, 좌의정 신경진, 우의정 심기원
- 영의정 (공석), 좌의정 신경진, 우의정 심기원
- 영의정 신경진, 좌의정 심열, 우의정 심기원
- 영의정 심열, 좌의정 심기원, 우의정 김자점
- 영의정 심열, 좌의정 김자점, 우의정 이경여
- 영의정 홍서봉, 좌의정 심열, 우의정 이경여
- 영의정 김류, 좌의정 홍서봉, 우의정 심열
- 영의정 김류, 좌의정 홍서봉, 우의정 서경우
- 영의정 홍서봉, 좌의정 심열, 우의정 서경우
- 영의정 김류, 좌의정 홍서봉, 우의정 서경우
- 영의정 김류, 좌의정 홍서봉, 우의정 심열
- 영의정 김류, 좌의정 (공석), 우의정 이경석
- 영의정 김류, 좌의정 김자점, 우의정 이경석
- 영의정 김자점, 좌의정 김상헌, 우의정 남이웅
- 영의정 김자점, 좌의정 이경석, 우의정 남이웅
- 영의정 김자점, 좌의정 남이웅, 우의정 이행원
- 영의정 김자점, 좌의정 이경석, 우의정 남이웅
- 영의정 김자점, 좌의정 이경석, 우의정 정태화

### 효종
- 영의정 김자점, 좌의정 이경석, 우의정 정태화
- 영의정 이경석, 좌의정 김상헌, 우의정 정태화
- 영의정 이경석, 좌의정 정태화, 우의정 조익
- 영의정 이경석, 좌의정 조익, 우의정 김육
- 영의정 이경석, 좌의정 정태화, 우의정 조익
- 영의정 이경석, 좌의정 (공석), 우의정 조익
- 영의정 이경여, 좌의정 (공석), 우의정 조익
- 영의정 이경여, 좌의정 조익, 우의정 이시백
- 영의정 이경여, 좌의정 이시백, 우의정 한흥일
- 영의정 김육, 좌의정 이시백, 우의정 한흥일
- 영의정 정태화, 좌의정 김육, 우의정 이시백
- 영의정 정태화, 좌의정 이시백, 우의정 구인후
- 영의정 이시백, 좌의정 구인후, 우의정 심지원
- 영의정 김육, 좌의정 구인후, 우의정 심지원
- 영의정 김육, 좌의정 이시백, 우의정 심지원
- 영의정 김육, 좌의정 구인후, 우의정 심지원
- 영의정 이시백, 좌의정 구인후, 우의정 심지원
- 영의정 정태화, 좌의정 구인후, 우의정 심지원
- 영의정 정태화, 좌의정 심지원, 우의정 원두표
- 영의정 정태화, 좌의정 원두표, 우의정 이후원
- 영의정 심지원, 좌의정 원두표, 우의정 이후원
- 영의정 정태화, 좌의정 심지원, 우의정 원두표

### 현종
- 영의정 정태화, 좌의정 심지원, 우의정 원두표
- 영의정 정태화, 좌의정 심지원, 우의정 정유성
- 영의정 정태화, 좌의정 심지원, 우의정 원두표
- 영의정 정태화, 좌의정 원두표, 우의정 정유성
- 영의정 정태화, 좌의정 원두표, 우의정 홍명하
- 영의정 정태화, 좌의정 홍명하, 우의정 허적
- 영의정 홍명하, 좌의정 허적, 우의정 정치화
- 영의정 홍명하, 좌의정 (공석), 우의정 정치화
- 영의정 정태화, 좌의정 (공석), 우의정 정치화
- 영의정 정태화, 좌의정 정치화, 우의정 송시열
- 영의정 정태화, 좌의정 허적, 우의정 송시열
- 영의정 정태화, 좌의정 허적, 우의정 홍중보
- 영의정 허적, 좌의정 정치화, 우의정 송시열
- 영의정 정태화, 좌의정 송시열, 우의정 김수항
- 영의정 정태화, 좌의정 김수항, 우의정 이경억
- 영의정 정태화, 좌의정 이경억, 우의정 김수흥
- 영의정 (공석), 좌의정 이경억, 우의정 김수흥
- 영의정 허적, 좌의정 송시열, 우의정 김수흥
- 영의정 허적, 좌의정 (공석), 우의정 김수흥
- 영의정 김수흥, 좌의정 정지화, 우의정 이완
- 영의정 허적, 좌의정 김수항, 우의정 정지화

### 숙종
- 영의정 허적, 좌의정 김수항, 우의정 정지화
- 영의정 허적, 좌의정 정치화, 우의정 김수항
- 영의정 허적, 좌의정 김수항, 우의정 권대운
- 영의정 허적, 좌의정 권대운, 우의정 허목
- 영의정 허적, 좌의정 권대운, 우의정 민희
- 영의정 허적, 좌의정 민희, 우의정 오시수
- 영의정 김수항, 좌의정 정지화, 우의정 민정중
- 영의정 김수항, 좌의정 민정중, 우의정 이상진
- 영의정 김수항, 좌의정 민정중, 우의정 김석주
- 영의정 김수항, 좌의정 민정중, 우의정 남구만
- 영의정 김수항, 좌의정 정지화, 우의정 남구만
- 영의정 김수항, 좌의정 민정중, 우의정 남구만
- 영의정 김수항, 좌의정 남구만, 우의정 정재숭
- 영의정 김수항, 좌의정 남구만, 우의정 이단하
- 영의정 김수항, 좌의정 이단하, 우의정 조사석
- 영의정 남구만, 좌의정 이단하, 우의정 이숙
- 영의정 남구만, 좌의정 조사석, 우의정 이숙
- 영의정 남구만, 좌의정 조사석, 우의정 여성제
- 영의정 김수흥, 좌의정 조사석, 우의정 여성제
- 영의정 김수흥, 좌의정 여성제, 우의정 목내선
- 영의정 여성제, 좌의정 목내선, 우의정 김덕원
- 영의정 권대운, 좌의정 목내선, 우의정 김덕원
- 영의정 권대운, 좌의정 목내선, 우의정 민암
- 영의정 남구만, 좌의정 민암, 우의정 박세채
- 영의정 남구만, 좌의정 박세채, 우의정 윤지완
- 영의정 남구만, 좌의정 박세채, 우의정 유상운
- 영의정 남구만, 좌의정 유상운, 우의정 신익상
- 영의정 남구만, 좌의정 유상운, 우의정 윤지선
- 영의정 유상운, 좌의정 윤지선, 우의정 서문중
- 영의정 유상운, 좌의정 윤지선, 우의정 최석정
- 영의정 유상운, 좌의정 윤지선, 우의정 이세백
- 영의정 유상운, 좌의정 이세백, 우의정 최석정
- 영의정 유상운, 좌의정 최석정, 우의정 이세백
- 영의정 유상운, 좌의정 서문중, 우의정 이세백
- 영의정 서문중, 좌의정 이세백, 우의정 민진장
- 영의정 서문중, 좌의정 이세백, 우의정 신완
- 영의정 최석정, 좌의정 이세백, 우의정 신완
- 영의정 서문중, 좌의정 이세백, 우의정 신완
- 영의정 최석정, 좌의정 이세백, 우의정 신완
- 영의정 최석정, 좌의정 신완, 우의정 이여
- 영의정 신완, 좌의정 이여, 우의정 김구
- 영의정 신완, 좌의정 이여, 우의정 이유
- 영의정 최석정, 좌의정 이여, 우의정 이유
- 영의정 최석정, 좌의정(공석), 우의정 서종태
- 영의정 최석정, 좌의정 서종태, 우의정 김창집
- 영의정 최석정, 좌의정 서종태, 우의정 이이명
- 영의정 최석정, 좌의정 김창집, 우의정 이이명
- 영의정 최석정, 좌의정 이유, 우의정 서종태
- 영의정 최석정, 좌의정 이이명, 우의정 윤증
- 영의정 이여, 좌의정 서종태, 우의정 김창집
- 영의정 (공석), 좌의정 서종태, 우의정 김창집
- 영의정 서종태, 좌의정 김창집, 우의정 조상우
- 영의정 이유, 좌의정 서종태, 우의정 김창집
- 영의정 이유, 좌의정 이이명, 우의정 김창집
- 영의정 (공석), 좌의정 김창집, 우의정 김우항
- 영의정 서종태, 좌의정 김창집, 우의정 김우항
- 영의정 서종태, 좌의정 김창집, 우의정 이이명
- 영의정 김창집, 좌의정 이이명, 우의정 권상하
- 영의정 김창집, 좌의정 권상하, 우의정 조태채
- 영의정 김창집, 좌의정 권상하, 우의정 이건명

### 경종
- 영의정 김창집, 좌의정 이건명, 우의정 조태구
- 영의정 조태구, 좌의정 최규서, 우의정 최석항
- 영의정 최규서, 좌의정 최석항, 우의정 이광좌

### 영조
- 영의정 최규서, 좌의정 이광좌, 우의정 유봉휘
- 영의정 이광좌, 좌의정 유봉휘, 우의정 조태억
- 영의정 이광좌, 좌의정 조태억, 우의정 정호
- 영의정 이광좌, 좌의정 정호, 우의정 민진원
- 영의정 정호, 좌의정 민진원, 우의정 이관명
- 영의정 정호, 좌의정 이관명, 우의정 홍치중
- 영의정 정호, 좌의정 홍치중, 우의정 조도빈
- 영의정 정호, 좌의정 홍치중, 우의정 이의현
- 영의정 이광좌, 좌의정 조태억, 우의정 홍치중
- 영의정 이광좌, 좌의정 조태억, 우의정 심수현
- 영의정 이광좌, 좌의정 홍치중, 우의정 오명항
- 영의정 이광좌, 좌의정 홍치중, 우의정 이태좌
- 영의정 홍치중, 좌의정 이태좌, 우의정 이집
- 영의정 홍치중, 좌의정 이집, 우의정 조문명
- 영의정 홍치중, 좌의정 조문명, 우의정 서명균
- 영의정 심수현, 좌의정 서명균, 우의정 김흥경
- 영의정 이의현, 좌의정 서명균, 우의정 김흥경
- 영의정 김흥경, 좌의정 서명균, 우의정 김재로
- 영의정 김흥경, 좌의정 김재로, 우의정 송인명
- 영의정 이광좌, 좌의정 김재로, 우의정 송인명
- 영의정 이광좌, 좌의정 김재로, 우의정 유척기
- 영의정 이광좌, 좌의정 김재로, 우의정 송인명
- 영의정 김재로, 좌의정 송인명, 우의정 조현명
- 영의정 김재로, 좌의정 (공석), 우의정 정석오
- 영의정 김재로, 좌의정 정석오, 우의정 민응수
- 영의정 김재로, 좌의정 조현명, 우의정 (공석)
- 영의정 김재로, 좌의정 조현명, 우의정 김약로
- 영의정 (공석), 좌의정 조현명, 우의정 김약로
- 영의정 조현명, 좌의정 김약로, 우의정 정우량
- 영의정 김재로, 좌의정 김약로, 우의정 정우량
- 영의정 김재로, 좌의정 조현명, 우의정 이천보
- 영의정 김재로, 좌의정 이종성, 우의정 이천보
- 영의정 이종성, 좌의정 이천보, 우의정 김상로
- 영의정 김재로, 좌의정 이천보, 우의정 조재호
- 영의정 이천보, 좌의정 김상로, 우의정 조재호
- 영의정 이천보, 좌의정 김상로, 우의정 신만
- 영의정 유척기, 좌의정 김상로, 우의정 신만
- 영의정 유척기, 좌의정 신만, 우의정 이후
- 영의정 유척기, 좌의정 김상로, 우의정 신만
- 영의정 이천보, 좌의정 김상로, 우의정 신만
- 영의정 김상로, 좌의정 신만, 우의정 이후
- 영의정 김상로, 좌의정 이후, 우의정 민백상
- 영의정 이천보, 좌의정 이후, 우의정 민백상
- 영의정 (공석), 좌의정 (공석), 우의정 홍봉한
- 영의정 (공석), 좌의정 홍봉한, 우의정 정휘량
- 영의정 홍봉한, 좌의정 정휘량, 우의정 윤동도
- 영의정 신만, 좌의정 홍봉한, 우의정 윤동도
- 영의정 홍봉한, 좌의정 윤동도, 우의정 김상복
- 영의정 홍봉한, 좌의정 김상복, 우의정 김치인
- 영의정 홍봉한, 좌의정 김치인, 우의정 서지수
- 영의정 홍봉한, 좌의정 윤동도, 우의정 김치인
- 영의정 홍봉한, 좌의정 김치인, 우의정 김양택
- 영의정 윤동도, 좌의정 김치인, 우의정 김양택
- 영의정 서지수, 좌의정 한익모, 우의정 김상철
- 영의정 김치인, 좌의정 한익모, 우의정 김상철
- 영의정 김치인, 좌의정 김양택, 우의정 한익모
- 영의정 김치인, 좌의정 한익모, 우의정 이창의
- 영의정 홍봉한, 좌의정 한익모, 우의정 이창의
- 영의정 홍봉한, 좌의정 김양택, 우의정 김상철
- 영의정 홍봉한, 좌의정 김상복, 우의정 김상철
- 영의정 김치인, 좌의정 한익모, 우의정 김상철
- 영의정 김상복, 좌의정 신회, 우의정 한익모
- 영의정 김상복, 좌의정 한익모, 우의정 김상철
- 영의정 김상복, 좌의정 (공석), 우의정 신회
- 영의정 김상복, 좌의정 신회, 우의정 이창의
- 영의정 김상복, 좌의정 신회, 우의정 이은
- 영의정 김상복, 좌의정 신회, 우의정 이은
- 영의정 신회, 좌의정 이은, 우의정 이사관
- 영의정 김상복, 좌의정 김상철, 우의정 원인손
- 영의정 한익모, 좌의정 이창의, 우의정 이사관
- 영의정 김상복, 좌의정 김상철, 우의정 이사관
- 영의정 신회, 좌의정 이은, 우의정 원인손
- 영의정 한익모, 좌의정 이사관, 우의정 원인손
- 영의정 한익모, 좌의정 김상철, 우의정 원인손
- 영의정 김상복, 좌의정 김상철, 우의정 원인손
- 영의정 한익모, 좌의정 김상철, 우의정 원인손
- 영의정 김상복, 좌의정 김상철, 우의정 원인손
- 영의정 한익모, 좌의정 이은, 우의정 원인손
- 영의정 신회, 좌의정 김상철, 우의정 이사관
- 영의정 신회, 좌의정 이사관, 우의정 홍인한
- 영의정 한익모, 좌의정 홍인한, 우의정 이사관
- 영의정 김상철, 좌의정 이은, 우의정 이사관
- 영의정 김상철, 좌의정 신회, 우의정 이은

### 정조
- 영의정 김상철, 좌의정 신회, 우의정 이은
- 영의정 김양택, 좌의정 김상철, 우의정 정존겸
- 영의정 김상철, 좌의정 정존겸, 우의정 서명선
- 영의정 김상철, 좌의정 서명선, 우의정 정홍순
- 영의정 김상철, 좌의정 서명선, 우의정 홍낙순
- 영의정 서명선, 좌의정 홍낙순, 우의정 이휘지
- 영의정 김상철, 좌의정 이은, 우의정 이휘지
- 영의정 김상철, 좌의정 서명선, 우의정 이휘지
- 영의정 서명선, 좌의정 (공석), 우의정 이휘지
- 영의정 서명선, 좌의정 (공석), 우의정 홍낙성
- 영의정 서명선, 좌의정 홍낙성, 우의정 이복원
- 영의정 서명선, 좌의정 이복원, 우의정 김익
- 영의정 정존겸, 좌의정 홍낙성, 우의정 이복원
- 영의정 정존겸, 좌의정 이복원, 우의정 김익
- 영의정 서명선, 좌의정 홍낙성, 우의정 이복원
- 영의정 서명선, 좌의정 이복원, 우의정 김익
- 영의정 서명선, 좌의정 홍낙성, 우의정 이복원
- 영의정 정존겸, 좌의정 홍낙성, 우의정 이복원
- 영의정 정존겸, 좌의정 이복원, 우의정 김익
- 영의정 김치인, 좌의정 이복원, 우의정 김익
- 영의정 김치인, 좌의정 이복원, 우의정 조경
- 영의정 김치인, 좌의정 이복원, 우의정 이재협
- 영의정 김치인, 좌의정 이재협, 우의정 유언호
- 영의정 김치인, 좌의정 이재협, 우의정 이성원
- 영의정 김치인, 좌의정 이성원, 우의정 채제공
- 영의정 김익, 좌의정 이재협, 우의정 채제공
- 영의정 이재협, 좌의정 채제공, 우의정 김종수
- 영의정 김익, 좌의정 채제공, 우의정 김종수
- 영의정 (공석), 좌의정 채제공, 우의정 김종수
- 영의정 (공석), 좌의정 채제공, 우의정 (공석)
- 영의정 (공석), 좌의정 채제공, 우의정 박종악
- 영의정 (공석), 좌의정 채제공, 우의정 김이소
- 영의정 채제공, 좌의정 김종수, 우의정 김이소
- 영의정 홍낙성, 좌의정 김이소, 우의정 김희
- 영의정 홍낙성, 좌의정 김이소, 우의정 이병모
- 영의정 홍낙성, 좌의정 유언호, 우의정 채제공
- 영의정 홍낙성, 좌의정 채제공, 우의정 윤시동
- 영의정 홍낙성, 좌의정 채제공, 우의정 이병모
- 영의정 (공석), 좌의정 채제공, 우의정 이병모
- 영의정 (공석), 좌의정 이병모, 우의정 심환지
- 영의정 이병모, 좌의정 심환지, 우의정 이시수
- 영의정 심환지, 좌의정 이시수, 우의정 서용보

### 순조
- 영의정 심환지, 좌의정 이시수, 우의정 서용보
- 영의정 이시수, 좌의정 서용보, 우의정 김관주
- 영의정 이병모, 좌의정 서용보, 우의정 김관주
- 영의정 이병모, 좌의정 이시수, 우의정 김관주
- 영의정 이병모, 좌의정 이시수, 우의정 서매수
- 영의정 이병모, 좌의정 서매수, 우의정 이경일
- 영의정 이병모, 좌의정 이경일, 우의정 김재찬
- 영의정 이병모, 좌의정 김재찬, 우의정 한용귀
- 영의정 서매수, 좌의정 한용귀, 우의정 김달순
- 영의정 이병모, 좌의정 이시수, 우의정 서용보
- 영의정 (공석), 좌의정 이시수, 우의정 김재찬
- 영의정 (공석), 좌의정 김재찬, 우의정 김사목
- 영의정 김재찬, 좌의정 한용귀, 우의정 김사목
- 영의정 (공석), 좌의정 한용귀, 우의정 남공철
- 영의정 (공석), 좌의정 김재찬, 우의정 남공철
- 영의정 (공석), 좌의정 (공석), 우의정 남공철
- 영의정 서용보, 좌의정 김사목, 우의정 남공철
- 영의정 서용보, 좌의정 (공석), 우의정 남공철
- 영의정 (공석), 좌의정 (공석), 우의정 남공철
- 영의정 한용귀, 좌의정 남공철, 우의정 임한호
- 영의정 김재찬, 좌의정 남공철, 우의정 임한호
- 영의정 김재찬, 좌의정 (공석), 우의정 임한호
- 영의정 남공철, 좌의정 (공석), 우의정 임한호
- 영의정 남공철, 좌의정 이상황, 우의정 이서구
- 영의정 남공철, 좌의정 이상황, 우의정 심상규
- 영의정 남공철, 좌의정 이상황, 우의정 이존수
- 영의정 남공철, 좌의정 이존수, 우의정 정만석
- 영의정 남공철, 좌의정 이상황, 우의정 정만석
- 영의정 남공철, 좌의정 이상황, 우의정 김이교
- 영의정 남공철, 좌의정 이상황, 우의정 심상규
- 영의정 이상황, 좌의정 심상규, 우의정 박종훈
- 영의정 이상황, 좌의정 홍석주, 우의정 박종훈

### 헌종
- 영의정 이상황, 좌의정 홍석주, 우의정 박종훈
- 영의정 (공석), 좌의정 홍석주, 우의정 박종훈
- 영의정 심상규, 좌의정 홍석주, 우의정 박종훈
- 영의정 심상규, 좌의정 박종훈, 우의정 이지연
- 영의정 이상황, 좌의정 박종훈, 우의정 이지연
- 영의정 이상황, 좌의정 김홍근, 우의정 이지연
- 영의정 (공석), 좌의정 김홍근, 우의정 이지연
- 영의정 (공석), 좌의정 김홍근, 우의정 조인영
- 영의정 (공석), 좌의정 김홍근, 우의정 조인영
- 영의정 (공석), 좌의정 김홍근, 우의정 정원용
- 영의정 조인영, 좌의정 정원용, 우의정 권돈인
- 영의정 조인영, 좌의정 권돈인, 우의정 김도희
- 영의정 권돈인, 좌의정 김도희, 우의정 박회수
- 영의정 정원용, 좌의정 김도희, 우의정 박회수

### 철종
- 영의정 정원용, 좌의정 김도희, 우의정 박회수
- 영의정 조인영, 좌의정 정원용, 우의정 권돈인
- 영의정 권돈인, 좌의정 김흥근, 우의정 박영원
- 영의정 김흥근, 좌의정 박영원, 우의정 이헌구
- 영의정 김흥근, 좌의정 이헌구, 우의정 김좌근
- 영의정 (공석), 좌의정 이헌구, 우의정 김좌근
- 영의정 김좌근, 좌의정 (공석), 우의정 조두순
- 영의정 김좌근, 좌의정 김도희, 우의정 조두순
- 영의정 김좌근, 좌의정 김도희, 우의정 박회수
- 영의정 김좌근, 좌의정 박회수, 우의정 조두순
- 영의정 정원용, 좌의정 박회수, 우의정 조두순
- 영의정 정원용, 좌의정 조두순, 우의정 (공석)
- 영의정 김좌근, 좌의정 조두순, 우의정 (공석)

### 고종
- 영의정 김좌근, 좌의정 조두순, 우의정 (공석)
- 영의정 김좌근, 좌의정 조두순, 우의정 이경재
- 영의정 조두순, 좌의정 이유원, 우의정 임백경
- 영의정 조두순, 좌의정 이유원, 우의정 (공석)
- 영의정 조두순, 좌의정 이유원, 우의정 김병학
- 영의정 이경재, 좌의정 김병학, 우의정 유후조
- 영의정 김병학, 좌의정 유후조, 우의정 (공석)
- 영의정 김병학, 좌의정 유후조, 우의정 홍순목
- 영의정 정원용, 좌의정 이유원, 우의정 홍순목
- 영의정 김병학, 좌의정 이유원, 우의정 홍순목
- 영의정 홍순목, 좌의정 강로, 우의정 한계원
- 영의정 이유원, 좌의정 이최응, 우의정 박규수
- 영의정 이유원, 좌의정 이최응, 우의정 김병국
- 영의정 이최응, 좌의정 (공석), 우의정 김병국
- 영의정 이최응, 좌의정 김병국, 우의정 민규호
- 영의정 민규호, 좌의정 김병국, 우의정 (공석)
- 영의정 이최응, 좌의정 김병국, 우의정 민규호
- 영의정 이최응, 좌의정 김병국, 우의정 (공석)
- 영의정 이최응, 좌의정 김병국, 우의정 서당보
- 영의정 이최응, 좌의정 서당보, 우의정 송근수
- 영의정 서당보, 좌의정 송근수, 우의정 신응조
- 영의정 홍순목, 좌의정 김병국, 우의정 신응조
- 영의정 김병국, 좌의정 신응조, 우의정 김병덕
- 영의정 김병국, 좌의정 김병덕, 우의정 심순택
- 영의정 김병국, 좌의정 이재원, 우의정 홍영식
- 영의정 이재원, 좌의정 홍영식, 우의정 김홍집
- 영의정 이재원, 좌의정 심순택, 우의정 김홍집
- 영의정 심순택, 좌의정 김홍집, 우의정 김병시
- 영의정 심순택, 좌의정 김병덕, 우의정 (공석)
- 영의정 심순택, 좌의정 김병덕, 우의정 김유연
- 영의정 심순택, 좌의정 김병시, 우의정 김유연
- 영의정 심순택, 좌의정 김홍집, 우의정 (공석)
- 영의정 심순택, 좌의정 김병시, 우의정 (공석)
- 영의정 심순택, 좌의정 김홍집, 우의정 조병세
- 영의정 심순택, 좌의정 김병시, 우의정 조병세
- 영의정 심순택, 좌의정 송근수, 우의정 정범조
- 영의정 김병시, 좌의정 정범조, 우의정 조병세
- 영의정 김홍집, 좌의정 조병세, 우의정 정범조

## 같이 보기
- 영의정
- 좌의정
- 우의정